# Trijntje Oosterhuis
Judith Katrijntje Oosterhuis, plus connue sous le pseudonyme de Trijntje Oosterhuis ou de Traincha, est une chanteuse néerlandaise de pop et de jazz née le 5 février 1973 à Amsterdam. Elle est la fille du théologien, poète, ancien jésuite et prêtre catholique Huub Oosterhuis (nl) et d'une violoniste de l'Amsterdam Promenade Orchestra, Jozefien Melief.

## Biographie
En 1990, elle forme le groupe pop Total Touch avec son frère Tjeerd Oosterhuis et en 1991, ils participent au Grote Prijs van Nederland, le plus grand concours musical de talents amateurs néerlandais. Trijntje a l'occasion de partir en tournée avec la saxophoniste Candy Dulfer en 1994 après avoir collaboré avec elle sur son album Big Girl. Cette tournée était supposée au départ ne durer que six semaines mais en réalité elle s'étale sur deux ans dans le monde entier.
Total Touch décroche un contrat en 1995 et leur premier album, Total Touch, sort l'année suivante. Le premier single, Touch Me There, devient un tube de l'été dans le pays, s'écoulant à plus de 100 000 exemplaires et devenant disque de platine dès le premier mois, malgré une modeste 14e place dans les charts. Leur album suivant, This Way, est no 1 des charts néerlandais mais malgré cela, le groupe n'arrive pas à s'exporter à l'étranger. En 1999, Trijntje Oosterhuis s'offre une pause solo et sort un album live de reprises de Stevie Wonder, For Once in My Life. En 2001, le groupe décide de se séparer. Tjeerd choisit de se consacrer à la production et à l'écriture tandis que Trijntje rêve d'une carrière solo.
En mars 2003, paraît le premier enregistrement studio de Trijntje en solo, Trijntje, qui connaît un succès modeste. L'album est en grande partie constitué de ballades et Trijntje est présentée comme une diva. Trijntje étant passionnée de jazz, elle délaisse ce répertoire pop en 2004 en signant chez le très prestigieux label de jazz Blue Note. Elle sort Strange Fruit, un album live de reprises de Billie Holiday. L'album est très bien reçu par la critique et Trijntje connaît enfin le succès en dehors de ses frontières.
En septembre 2004, elle donne naissance à son premier fils Jonas et le 31 juillet 2006, à son second fils Marijn Benjamin van den Eeden. En 2005, elle est invitée à chanter un duo sur l'album State of Mind du chanteur-guitariste américain Raul Midón, Where Is The Love?, reprise d'une célèbre ballade de Donny Hathaway et Roberta Flack. En 2006, elle enregistre un nouvel album de jazz, The Look of Love, contenant des reprises de compositions de Burt Bacharach (dont le titre éponyme), ce dernier jouant du piano sur quelques morceaux. 70 000 exemplaires sont écoulées le jour de sa sortie [réf. nécessaire]. L'album est no 1 et devient rapidement certifié disque de platine. Un deuxième volume de reprises de standards de Burt Bacharach, Who'll Speak For Love, paraît en 2007.
Le 16 janvier 2012, la presse annonce que la chanteuse remplace Angela Groothuizen dans le rôle de coach de The Voice of Holland. Sa protégée, l'auteure-compositrice-interprète et actrice canadienne Leona Philippo (en) remporte le télé-crochet le 14 décembre 2012. Trijntje Oosterhuis est reconduite pour la quatrième et cinquième saison. Elle collabore avec Anouk pour l'album Wrecks We Adore publié début avril 2012. Elle voit aussi la participation des producteurs suédois Tore Johansson et Martin Gjerstad. Une semaine après sa sortie, il se classe no 1 Top 100 albums.
En 2012, elle fonde le supergroupe Ladies of Soul (nl) avec Edsilia Rombley et Candy Dulfer entre autres. Celui-ci se forme à la suite du décès de Whitney Houston pour se produire sur scène dans une série de concerts commémoratifs. Le succès est au rendez-vous et le quinquet se produit au Ziggo Dome. L'album Live at the Ziggo Dome 2014 atteint la 2e place des charts néerlandais. Deux singles sont également édités. Des concerts sont également prévus aux Pays-Bas et en Belgique en 2015,.
Dès le 7 novembre 2014, le diffuseur NOS affirme que Trijntje Oosterhuis portera les couleurs des Pays-Bas au Concours Eurovision de la chanson 2015 qui se déroulera à Vienne. Ce n'est cependant que le 10 novembre que le diffuseur TROS, chargé de la sélection, confirme ces dires. . Le public apprend également que la chanson est écrite par Anouk, candidate du Concours Eurovision de la chanson 2013,. Artiste solo et collaboratrice de Trijntje Oosterhuis depuis plusieurs années, elle place alors son titre Birds dans les classements de plusieurs pays. Elle participe à la première demi-finale le 19 mai 2015 à Vienne où elle termine 14e et ne se qualifie pas pour la finale.
En 2022, elle est candidate de Het Perfecte Plaatje.

## Discographie solo

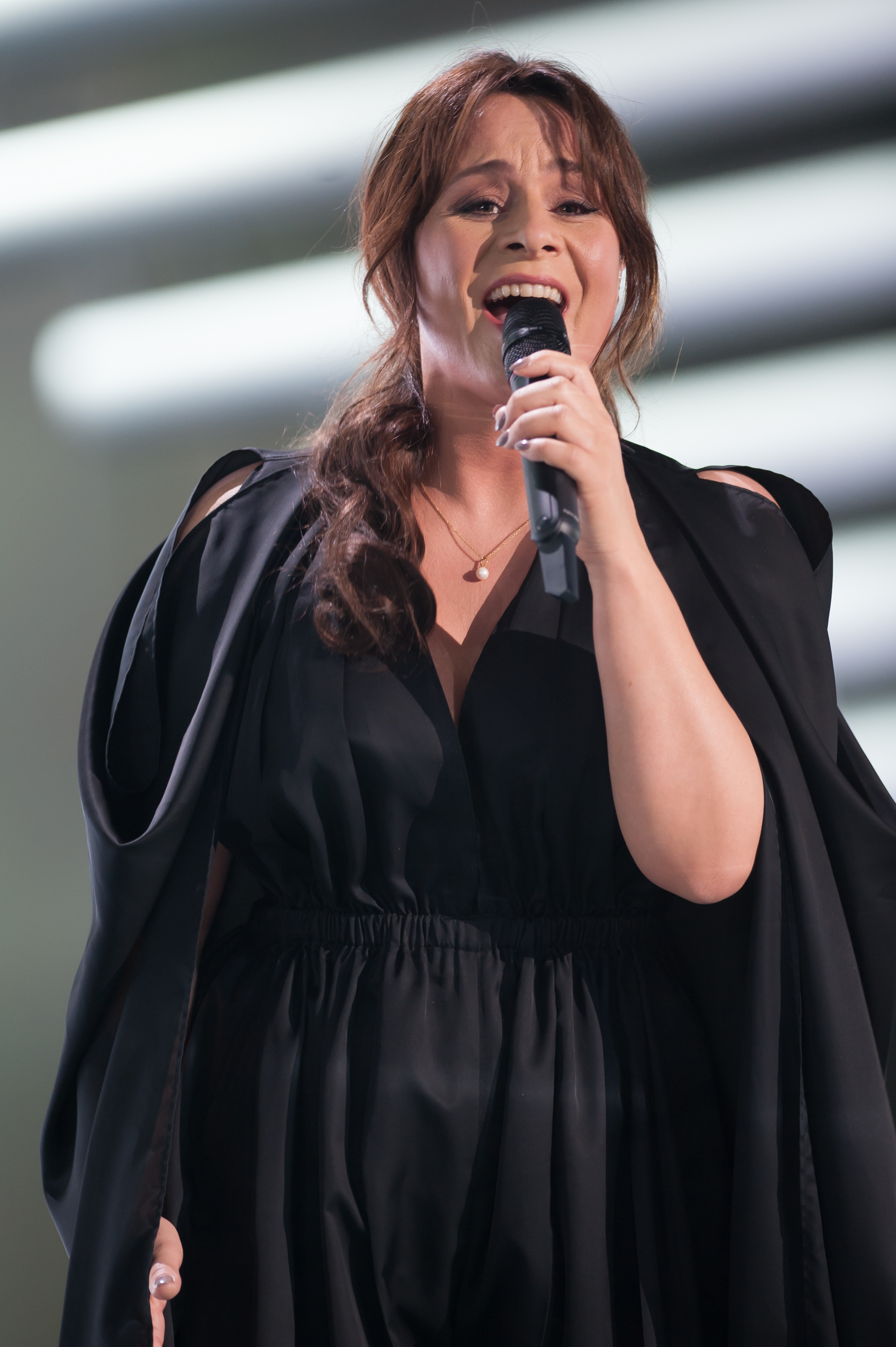
Trijntje Oosterhuis chez ESC 2015

### Albums
- 1999 : For Once in My Life - album de reprises de Stevie Wonder
- 2003 : Trijntje Oosterhuis
- 2004 : Strange Fruit - album de reprises de Billie Holiday
- 2005 : See You As I Do
- 2006 : The Look of Love - Burt Bacharach Songbook - album de reprises de Burt Bacharach avec le Metropole Orchestra
- 2007 : Who'll Speak For Love - Burt Bacharach Songbook II - album de reprises de Burt Bacharach avec le Metropole Orchestra
- 2008 : Ken je mij - Live en akoestisch in De Rode Hoed - album live
- 2009 : Best of Burt Bacharach Live - album live de reprises de Burt Bacharach avec le Metropole Orchestra
- 2009 : Never can say goodbye - album de reprises de Michael Jackson
- 2010 : This is the season - album de Noël,  Or
- 2011 : Sundays in New York - album de classiques soul
- 2011 : We've only just begun - album compilation
- 2012 : Wrecks we adore -  Or
- 2014 : Live at the Ziggo Dome 2014 - au sein des Ladies of Soul (nl)